# Juri Michailowitsch Saizew
Juri Michailowitsch Saizew (russisch Юрий Михайлович Зайцев, englische Transkription Yuri Zaitsev oder Yuriy Zaitsev; * 5. Dezember 1936) ist ein sowjetischer/russischer experimenteller Teilchenphysiker.
Saizew studierte am Moskauer Institut für Physik und Technologie (MIPT) mit dem Abschluss 1960 und wurde 1968 promoviert. Er nahm in den 1960er Jahren an verschiedenen Experimenten am JINR und ITEP zur Pion-Pion-Wechselwirkung bei kleinem transversalen Impulsübertrag teil. In den 1970er Jahren war er an Experimenten der Streuung hochenergetischer Teilchen (wie Protonen) an Kernen beteiligt am ITEP und 1978 am Fermilab. Ab 1979 war er Teil der Argus-Kollaboration am DESY (Gruppenleiter, Myon-Detektor). Dort fand man einen ungewöhnlichen hohen Mischungswinkel im B-Meson-Anti-B-Meson-System und damit Hinweise auf die hohe Top-Quark-Masse (1995 bei der Entdeckung des Top-Quarks bestätigt). Mit Henning Schröder erhielt er dafür 1997 den Panofsky-Preis. Die Untersuchungen lieferten außerdem Grundlagen für die spätere Untersuchung der CP-Verletzung an B-Mesonenfabriken.
Später war er an der Hera-B-Kollaboration beteiligt. Er ist am Institut für Theoretische und Experimentelle Physik (ITEP) in Moskau. In den 1990er Jahren war er Professor am MIPT (1997/98 als Vorstand der Abteilung Hochenergiephysik).
Er war 1966 Handball-Meister der UdSSR.